# That's What I Want
That's What I Want è un singolo del rapper statunitense Lil Nas X, pubblicato il 17 settembre 2021 come quarto estratto dal primo album in studio Montero.

## Video musicale
Il video musicale, diretto da Stillz, è stato reso disponibile in concomitanza con l'uscita del brano.

## Formazione
Musicisti
- Lil Nas X – voce
- Blake Slatkin – cori, tastiera, programmazione
- KBeazy – cori, tastiera, programmazione
- Omer Fedi – cori, basso, batteria, chitarra, tastiera
- Ryan Tedder – cori, tastiera, programmazione

Produzione
- Blake Slatkin – produzione, registrazione
- KBeazy – produzione
- Omer Fedi – produzione
- Ryan Tedder – produzione, registrazione
- Randy Merrill – mastering
- Șerban Ghenea – missaggio

## Classifiche

### Classifiche settimanali
| Classifica (2021-22) | Posizione massima |
| -------------------- | ----------------- |
| Australia            | 7                 |
| Austria              | 7                 |
| Belgio (Fiandre)     | 11                |
| Belgio (Vallonia)    | 17                |
| Canada               | 5                 |
| Croazia              | 23                |
| Danimarca            | 8                 |
| Finlandia            | 10                |
| Francia              | 39                |
| Germania             | 11                |
| Grecia               | 10                |
| India                | 13                |
| Irlanda              | 3                 |
| Islanda              | 6                 |
| Italia               | 73                |
| Lituania             | 11                |
| Lussemburgo          | 12                |
| Norvegia             | 7                 |
| Nuova Zelanda        | 6                 |
| Paesi Bassi          | 22                |
| Perù                 | 106               |
| Polonia              | 5                 |
| Portogallo           | 8                 |
| Regno Unito          | 10                |
| Repubblica Ceca      | 12                |
| Singapore            | 9                 |
| Slovacchia           | 11                |
| Spagna               | 51                |
| Stati Uniti          | 8                 |
| Sudafrica            | 18                |
| Svezia               | 12                |
| Svizzera             | 10                |
| Ungheria             | 11                |

### Classifiche di fine anno
| Classifica (2021) | Posizione |
| ----------------- | --------- |
| Austria           | 72        |
| Belgio (Fiandre)  | 81        |
| Paesi Bassi       | 96        |
| Polonia           | 52        |
| Portogallo        | 194       |
| Svizzera          | 91        |
| Ungheria          | 80        |
| Classifica (2022) | Posizione |
| Australia         | 23        |
| Austria           | 25        |
| Belgio (Fiandre)  | 43        |
| Belgio (Vallonia) | 57        |
| Canada            | 10        |
| Francia           | 94        |
| Germania          | 47        |
| Islanda           | 23        |
| Lituania          | 66        |
| Nuova Zelanda     | 48        |
| Stati Uniti       | 14        |
| Svizzera          | 35        |
| Ungheria          | 66        |

## Date di pubblicazione
| Paese                 | Data              | Formato                  | Nota   |
| --------------------- | ----------------- | ------------------------ | ------ |
| Regno Unito           | 17 settembre 2021 | Contemporary hit radio   | [ 21 ] |
| Svezia                | 17 settembre 2021 | Contemporary hit radio   | [ 58 ] |
| Italia                | 24 settembre 2021 | Contemporary hit radio   | [ 59 ] |
| Stati Uniti d'America | 27 settembre 2021 | Adult contemporary radio | [ 60 ] |
| Stati Uniti d'America | 28 settembre 2021 | Contemporary hit radio   | [ 61 ] |